# Iglesia de la Santa Veracruz (Ciudad de México)

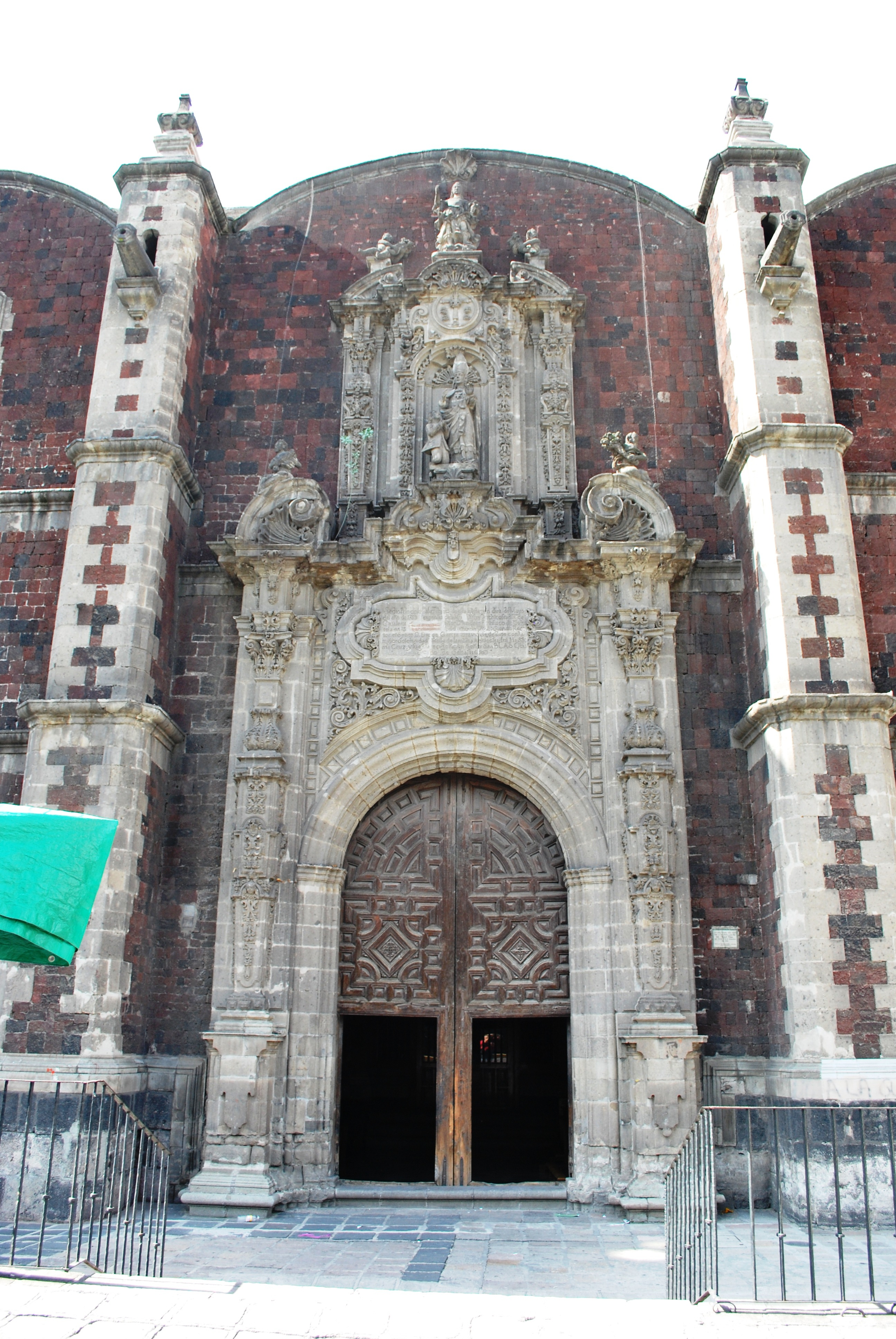
Fachada Lateral

La Iglesia de Santa Veracruz , es un templo católico ubicado en la plaza de la Santa Veracruz de la colonia Guerrero de la Ciudad de México, en la Alcaldía Cuauhtémoc. Se encuentra dentro del perímetro del Centro Histórico de la Ciudad de México y es una de las instituciones religiosas más antiguas de la ciudad. Fue fundada en el siglo XVI y modificada y reconstruida en los siglos XVII y XVIII.

## Historia
Su fundación se llevó a cabo por la archicofradía de la Cruz, formada por Hernán Cortés en agradecimiento por haber desembarcado con bien en lo que ahora es el puerto de Veracruz en 1519. A esta cofradía pertenecieron los miembros de la nobleza por lo que también fue conocida como cofradía de los caballeros.
Para mediados del siglo XVI la población española de la traza estaba creciendo rápidamente, siendo este crecimiento orientado hacia el norte y el poniente de la traza, por ser las mejores zonas, y la parroquia del Sagrario resultó insuficiente ya que era única de la ciudad para los españoles, por lo que el 2 de mayo de 1563 se expide una cédula real que ordena al virrey Luis de Velasco y al arzobispo Montúfar la creación de 4 nuevas parroquias, pero la ciudad no podía costear la construcción de estas y los templos disponibles pertenecían a órdenes religiosas por lo que el Virrey y el Arzobispo acudieron a la cofradía de Santa Catarina y a la archicofradía de la Santa Cruz las cuales habían fundado una ermita cada una y se consultó con ambas cofradías el elevar sus ermitas a la categoría de parroquias y estas aceptaron con gusto ya que le traería prestigio a sus respectivas sedes y en 1568 se crearon las parroquias de la Santa Veracruz y la parroquia de Santa Catarina en ambas ermitas, lo que desahogó la administración de las necesidades espirituales para las familias españolas y criollas en las zonas norte y poniente de la Ciudad
A mediados del siglo XVIII fue necesario reconstruir el templo, las obras estuvieron a cargo del arquitecto criollo Ildefonso de Iniesta Bejarano de 1759 a 1776, año en que se terminaron las torres y las portada lateral, de estilo churrigueresco, mientras que la fachada de la casa parroquial fue realizada por el arquitecto Lorenzo Rodríguez.
En 1796 fue trasladada a esta iglesia la imagen conocida como el Cristo de la Misericordia, proveniente de la Iglesia de la Misericordia ubicada en la calle del mismo nombre y que estaba en proceso de demolición por los daños que le causó el sismo de 1792. Esta imagen acompañaba a los reos en las ejecuciones civiles durante el periodo colonial. Su paradero actual es desconocido.
Originalmente, el interior de la Iglesia de la Santa Veracruz fue rico y ostentoso; tenía grandes retablos barrocos hechos con base en maderas preciosas y laminado de oro. Empero, a principios del siglo XX fueron destruidos, de manera que de aquella riqueza sólo quedan tenues huellas en la decoración de las bóvedas de plato que cubren la nave, las cuales conservan cenefas doradas de querubines elaborados en bulto. La mayoría de su decoración interior ha sido modificada, pero sigue siendo el hogar de dos imágenes importantes: el Cristo de los Siete Velos y la Virgen de los Remedios.
El templo fue severamente  dañado por el terremoto de 2017, como consecuencia, fue cerrado al culto y sus torres apuntaladas debido al riesgo de desplome.
El domingo 30 de agosto de 2020 a las 6:30 horas comenzó un incendio en la torre norte del templo, la cual se encontraba apuntalada debido al sismo de 2017, el fuego fue mitigado por el cuerpo de bomberos a las 8:00 horas. Sin embargo, alrededor de las 16:00 horas, el incendio se reactivó, por lo que fue necesaria nuevamente la intervención de los bomberos, quienes montaron un operativo permanente en el templo. Como consecuencia del incendio, el campanario norte, el órgano, los vitrales del extremo poniente y un lienzo del siglo XVIII fueron severamente dañados.

## Edificio
El edificio cuenta con fachadas en el oeste, sur y este, con la fachada sur, frente a la calle Hidalgo, como la principal. En el ábside está el Cristo de los Siete Velos, que, según la tradición, se le dio a Carlos V por el Papa Pablo III. Carlos V lo regaló entonces a la Hermandad . Otra imagen importante aquí es la Virgen de los Remedios, que también se conoce como La Gachupina. Recibió el nombre por ser la protectora de los Españoles en México. La Virgen originalmente tenía su propio santuario, pero fue traída aquí para pedir lluvia durante un período de sequía, y se quedó.

## Hechos históricos
En esta parroquia fue enterrado el célebre arquitecto y escultor Manuel Tolsá, quien era vecino y asistente a este templo.